# 697 Galilea
697 Galilea
697 Galilea là một tiểu hành tinh ở vành đai chính. Nó được J. Helffrich phát hiện ngày 14.2.1910 ở Heidelberg, và được đặt theo tên Galileo Galilei, nhân dịp nó được phát hiện đúng dịp kỷ niệm 300 năm ngày Galilei phát hiện các vệ tinh Galilei (của Sao Mộc)